# Isidoro Zorzano
Isidoro Zorzano Ledesma (Buenos Aires, 13 de setembro de 1902 — Madri, 15 de julho de 1943) foi um engenheiro industrial, formou-se na Escola de Engenharia Industrial de Madri (Espanha). Foi um dos primeiros membros pioneiros do Opus Dei, na Espanha.
A sua vida profissional transcorreu primeiro em Málaga, Espanha, na Direção das oficinas das Estradas de Ferro Andaluzas e como professor da Escola Industrial daquela cidade. Numa viagem a Madri, em 1930, manifestou a São Josemaria Escrivá, antigo companheiro de estudos no colegial em Logroño, o seu desejo de entrega a Deus no meio do mundo, pediu então, admissão no Opus Dei que estava começando. Continuou o seu trabalho em Málaga e depois mudou-se para Madri, onde continuou a trabalhar em empresa ferroviárias. Regressou a Málaga, mas em 1936, um movimento anti-religioso começou a se espalhar pela cidade, o que se tornou um risco para Isidoro, então ele voltou para Madrid.